# Brubank
O Brubank é um banco digital argentino. Com sede em Buenos Aires, o Brubank é uma empresa de Tecnologia financeira que oferece serviços bancários móveis, bem como outros serviços financeiros.
É reconhecido como o primeiro banco inteiramente digital na Argentina.

## Serviços
O Brubank associa todas as contas dos seus usuários a um cartão de débito Visa. O banco também oferece serviços de câmbio entre dólares dos Estados Unidos e pesos argentinos, bem como depósitos a prazo nessas moedas.

## História
O Brubank foi fundado em 2017, a partir da proposta de Juan Bruchou, CEO do Citibank Argentina, para criar um banco totalmente digital, sem filiais físicas. O Brubank recebeu a licença do Banco Central da Argentina para operar em setembro de 2018. Após a fase inicial de testes com "amigos e família", o aplicativo do Brubank foi lançado nas lojas da Apple e do Android. Em agosto de 2019, o bilionário canadense David Thomson adquiriu uma participação de 15% na instituição. 